# Leone Nakarawa

a Compétitions nationales et continentales officielles uniquement.

b Matchs officiels uniquement.
Dernière mise à jour le 3 juillet 2023.
Leone Nakarawa, né le 2 avril 1988 à Tavua, est un soldat et joueur international fidjien de rugby à XV qui évolue principalement au poste de deuxième ligne. Avec la sélection fidjienne de rugby à sept, il devient champion olympique lors des Jeux olympiques 2016 de Rio de Janeiro.

## Biographie
Sélectionné par Sam Domoni dans la liste des trente joueurs, Leone Nakarawa quitte l'armée en 2011 pour représenter les îles Fidji lors de la Coupe du monde de rugby à XV 2011 et se consacrer exclusivement au rugby. En effet la Nouvelle-Zélande ne délivre pas de visa aux militaires fidjiens depuis le coup d'État militaire de décembre 2006.
Après la Coupe du monde de rugby à XV 2019 au Japon, il rentre dans son pays puis rejoint le Racing 92 en France avec deux semaines de retard, sans prévenir. Il est alors licencié le 6 décembre 2019 par le club pour « abandon de poste ». Après une saison au RC Toulon, il est recruté par le Castres olympique vice-champion de France en 2022.

## Statistiques en équipe nationale
- 62 sélections.
- 65 points : treize essais.

## Palmarès

### En club
- Glasgow Warriors
  - Finaliste du Pro12 en 2014
  - Vainqueur du Pro12 en 2015

- Racing 92
  - Finaliste de la Coupe d'Europe en 2018

### En sélection nationale
- Fidji
  - Vainqueur de la Coupe des nations du Pacifique en 2015, 2016, 2017 et 2018

### Distinctions personnelles
- Trophée Anthony Foley du meilleur joueur européen de la saison 2017-2018
- En 2018-2019, il est élu meilleur deuxième ligne de la saison de Top 14 par les internautes du site www.rugbyrama.fr[5].